# Mondion
Mondion település Franciaországban, Vienne megyében. Lakosainak száma 118 fő (2022. január 1.). Mondion Jaulnay, Marigny-Marmande, Leigné-sur-Usseau, Saint-Gervais-les-Trois-Clochers és Vellèches községekkel határos.

## Népesség
A település népességének változása:
| Lakosok száma | 106  | 102  | 107  | 106  | 108  | 110  | 112  | 116  | 118  |
|               | 2013 | 2015 | 2016 | 2017 | 2018 | 2019 | 2020 | 2021 | 2022 |